# LaserDisc
LaserDisc (LD) — первый коммерческий оптический носитель данных с аналоговой записью изображения и звука (звук — впоследствии цифровой).
Предназначался, прежде всего, для домашнего просмотра кинофильмов, однако, несмотря на технологическое превосходство над видеомагнитофонами форматов VHS и Betamax, Laserdisc не имел существенного успеха на мировом рынке: в основном был распространён в США и Японии, в Европе к нему отнеслись прохладно, в СССР (России) лазер-диски имели небольшое распространение, в основном среди коллекционеров — любителей видео. Технологии, отработанные в этом формате, затем были использованы в CD и DVD.

## История
Технология оптической записи с использованием светопропускающего носителя была разработана Дэвидом Полом Греггом в 1958 году (и запатентована в 1961 и 1990 годах).
В 1969 году компания Philips создала видеосистему LaserDisc, работавшую уже в режиме отражённого света и имевшую бо́льшие преимущества перед способом «на просвет».
MCA и Philips объединили свои усилия и продемонстрировали первый видеодиск в 1972 году.
В продажу первый лазердиск поступил 15 декабря 1978 года в Атланте — через два года после появления на рынке видеомагнитофонов формата VHS (и за четыре года до CD, также основанном на технологии LaserDisc).
Первым лазердиском, поступившим в продажу в Северной Америке, был выпущенный MCA DiscoVision в 1978 году фильм «Челюсти». Последними — фильмы «Сонная лощина» и «Воскрешая мертвецов» компании Paramount, выпущенные в 2000 году. В Японии было издано ещё не меньше дюжины фильмов вплоть до конца 2001 года. Последним японским фильмом, выпущенным в формате LaserDisc, был «Tokyo Raiders».
В 1987 году был введён гибрид технологий Компакт-диск и Лазердиск — CD Video. На 12-см диске содержалось до 5 минут аналоговой видеоинформации и 20 минут цифрового звука CD-качества.
Компания Philips производила проигрыватели, а MCA Records издавала диски, но их сотрудничество было не очень успешным и закончилось через несколько лет. Несколько учёных, занимавшихся разработкой технологии (Richard Wilkinson, Ray Deakin and John Winslow), организовали фирму Optical Disc Corporation (в данный момент ODC Nimbus).
В 1998 году проигрыватели LaserDisc были примерно в 2 % американских домов (примерно 2 миллиона). Для сравнения — в 1999 году в Японии эта цифра составляла 10 %.
В массовом секторе LaserDisc полностью уступил место DVD, и производство дисков устаревшего формата и проигрывателей для них было прекращено. Сегодня формат LaserDisc пользуется успехом лишь у любителей, собирающих лазердиски с различными записями — фильмы, музыка, шоу.
Несмотря на то, что в Европе LaserDisc так и не получил распространения, корпорация BBC использовала его в середине 1980-х в образовательном проекте BBC Domesday Project, посвящённом 900-летию английской Книги страшного суда.

### В СССР
В СССР и России проигрыватели LD были представлены моделями «Русь-501 ВИДЕО» и «Русь ВП 201» производства Государственного Рязанского приборного завода; «Амфитон ВП 201» производства Ярославского завода «Машприбор», и «Колибри ВП 101» (1997 год, копия «Philips CDV-496») производства Ижевского механического завода.
Диски к советским видеопроигрывателям в системах CAV (ПУС) и CLV (ПЛС) выпускались ленинградским НПО «Авангард».

## Техническая информация
В отличие от Video CD, DVD- и Blu-ray-дисков, LaserDisc содержит аналоговое видео в композитном представлении и звуковое сопровождение в аналоговой и/или в цифровой форме. Стандартный лазердиск для домашнего использования имеет диаметр 30 см (11,81 дюйма) и склеен из двух односторонних покрытых пластиком алюминиевых дисков. Информация о сигнале хранится в миллиардах микроскопических углублений (питах), выгравированных в алюминиевом слое под поверхностью. Поверхностный акриловый слой (1,1 мм) защищает их от пыли и отпечатков пальцев. Для чтения данных с диска применяется маломощный лазерный луч, который через зеркально-оптическую систему создаёт тонкий пучок света (диаметром 1 мкм) на поверхности диска и, отражаясь, попадает на фотодатчик и, далее, передаётся как закодированный аудио-/видеосигнал высокой плотности для последующего воспроизведения.
Так как цифровое кодирование (сжатие видео) было в 1978 году либо недоступно, либо нецелесообразно, применялись три метода уплотнения записи на основе изменения скорости вращения диска:
- CAV (англ. Constant Angular Velocity — постоянная угловая скорость (как при воспроизведении грампластинки)) — стандартные видеодиски (англ. Standard Play), поддерживающие такие функции, как стоп-кадр, изменяемое замедленное воспроизведение вперёд и назад[9]. CAV-диски при воспроизведении имеют постоянную скорость вращения (1800 оборотов в минуту для стандарта NTSC (525 строк) и 1500 оборотов в минуту для стандарта PAL (625 строк))[8], и за один оборот считывается один кадр. В этом режиме на одной стороне диска CAV может храниться 54 000 отдельных кадров — 30 минут аудио-/видеоматериала. CAV использовали реже, чем CLV, в основном для специальных изданий художественных фильмов, для бонусных материалов и специальных эффектов. Одним из преимуществ этого метода является возможность переходить на любой кадр непосредственно по его номеру. Произвольный доступ и функция стоп-кадра позволили производителям создавать простейшие интерактивные видеодиски, размещая на диске, помимо видеоматериалов, отдельные статичные изображения[10].
- CLV (англ. Constant Linear Velocity — постоянная линейная скорость (как при воспроизведении компакт-дисков)) — долгоиграющие видеодиски (англ. Extended Play) не имеют специальных возможностей воспроизведения CAV-дисков[9], предлагая только простое воспроизведение на всех проигрывателях Laserdisc, кроме проигрывателей высокого класса, имеющих функцию цифрового стоп-кадра. Эти проигрыватели могут добавлять новые функции, обычно не доступные для CLV-дисков, такие как воспроизведение вперёд и назад с переменной скоростью, и паузу, как на магнитофонах. Постепенно замедляя скорость вращения (с 1800 до 600 об/мин)[8], CLV-диски с постоянной линейной скоростью могут хранить 60 минут аудио-/видеоматериала с каждой стороны, или два часа на диске. Фильмы длительностью менее 120 минут могли поместиться на один диск, тем самым снижая стоимость одного фильма и устраняя отвлекающую от просмотра необходимость заменять диск на следующий, по крайней мере для тех, кто обладал двухсторонним проигрывателем. Подавляющее большинство релизов было доступно только в CLV (несколько наименований было выпущено частично CLV, частично — CAV.
- CAA (англ. Constant Angular Acceleration — постоянное угловое ускорение). В начале 1980-х годов из-за проблем с перекрёстными помехами на долгоиграющих лазерных CLV-дисках компанией Pioneer Video было представлено CAA-форматирование долгоиграющих лазерных дисков. Кодирование с постоянным угловым ускорением очень похоже на кодирование с постоянной линейной скоростью, за исключением того, что в CAA происходит мгновенное снижение скорости при угловом смещении на определённый шаг вместо постепенного замедления в устойчивом темпе, как при чтении CLV-дисков. За исключением 3М/Imation, все производители Laserdisc приняли схему CAA-кодирования, хотя этот термин редко (если вообще) использовался на потребительских упаковках. CAA-кодирование заметно улучшило качество изображения и значительно сократило перекрёстные помехи и другие проблемы слежения.

Звук
Первые лазерные диски, представленные в 1978 году, были полностью аналоговыми, звук кодировался с помощью частотной модуляции, но с развитием формата был добавлен цифровой стереозвук в формате аудио компакт-диска (некоторые аппараты имели интерфейс S/PDIF — как оптический, так и коаксиальный — для подключения внешнего ЦАП, а позднее DTS-декодера), а также и в многоканальных форматах — сначала, ещё до цифрового звука Dolby Surround 3/1.0 (мог записываться в аналоговом и цифровом виде и имел обратную совместимость со стереосистемами), а затем и в 3/2.1 форматах Dolby Digital (вытеснявший один аппаратный аналоговый канал и требовавший внешнего RF-декодера с многоканальным аналоговым или S/PDIF выходом, который иногда встраивался в дорогие AV-ресиверы той эпохи) и DTS (аналогично формату DTS-CD, эта дорожка вытесняла ИКМ-стерео, а старыми проигрывателями воспринималась как обычная ИКМ-стерео дорожка и отправлялась на S/PDIF-выход, если такой был).
В 1985 году компанией Pioneer было представлено цифровое аудио для Laserdisc как дальнейшее улучшение CAA-формата. В 1985 году был введён CAA55 общей длительностью воспроизведения с каждой стороны в 55 минут 5 секунд, для решения проблем с пропускной способностью при включении цифрового аудио была уменьшена ёмкость видеоматериала. Несколько наименований, выпущенных между 1985 и 1987 годами, были с аналоговой звуковой дорожкой только из-за большой длительности фильма и желания сохранить фильм на одном диске (например, «Назад в будущее»).
К 1987 году Pioneer удалось преодолеть технические трудности и стало возможным кодирование в формате CAA60, позволяя увеличить ёмкость диска в общей сложности до 60 минут 5 секунд.
Также выпущено лишь несколько наименований, закодированных в CAA65, ёмкостью 65 минут 5 секунд воспроизведения с каждой стороны.
Окончательным вариантом CAA является CAA70, который мог вместить 70 минут воспроизведения с каждой стороны. Для потребительского рынка этот формат не применялся.

## Сравнение с другими форматами
Ниже приведён список сравнения разрешающей способности различных аналоговых видео- и ТВ-форматов. Сюда включены лишь наиболее распространённые форматы, и некоторые значения указаны приблизительно, так как качество изображения может меняться на различных системах и различных носителях. Данные приведены для систем PAL 625/25 и отсортированы в порядке улучшения качества.
- 240 твл: VHS, Video8
- 280 твл: Umatic, Betamax
- 300 твл: Super Betamax
- 330 твл: аналоговая трансляция (реальное получаемое разрешение сильно зависит от качества передающей и приёмной «сторон»)
- 400 твл: S-VHS
- 420 твл: Hi8
- 440 твл: Соединение типа S-Video
- 440 твл: LaserDisc
- 470 твл: Betacam SP (проф.)
- 500 твл: Enhanced Definition Betamax
- 1035 твл: W-VHS[англ.]

Следует понимать, что помимо разрешающей способности, большое влияние на качество изображения оказывает уровень шумов и помех видеотракта. Отношение сигнал/шум видеотракта LD — примерно 45 дБ, то есть, соответствует S-VHS, в то время как у семейства аппаратуры Beta, например, может достигать 60 дБ. Изображение, чистое от помех, воспринимается более качественным даже при более низком разрешении.